# Saleh Jassim Mohammed Falah Al-Sabaawi
Saleh Jassim Mohammed Falah Al-Sabaawi (en arabe : صالح جاسم محمد فلاح السبعاوي), dit Abou Malik (en arabe : أبو مالك), né dans les années 1960 et mort le 24 janvier 2015 à Mossoul, est un officier de l'armée irakienne (en), devenu ensuite un chef djihadiste de l'État islamique, dont il était l'« expert en armes chimiques » et le « ministre de l'Industrie ». 

## Biographie
Saleh Jassim Mohammed Falah Al-Sabaawi naît dans les années 1960 et sert dans l'armée irakienne (en) comme officier avant l'invasion de l'Irak par les États-Unis en 2003,,. Au cours de sa carrière militaire, il est amené à travailler sur le site d'Al-Muthanna (en), le principal centre de production d'armes chimiques de l'Irak,. Pendant la guerre d'Irak, il rejoint Al-Qaïda dans le pays des deux fleuves en 2005 et est impliqué dans des tentatives de production d'armes chimiques et dans la planification d'attentats à Mossoul pour son compte. Par la suite, il rejoint les différentes incarnations de l'État islamique, au sein desquelles il joue un rôle de rang intermédiaire, occupant le portefeuille secondaire de « ministre de l'Industrie » et devant surtout développer les capacités de l'organisation en matière de guerre chimique,, . À cette fin, il amasse de grandes quantités de matériel dans la région de Mossoul.    
Le 24 janvier 2015, Saleh Jassim Mohammed Falah Al-Sabaawi est tué par un bombardement aérien américain à Gogjali (ar), un faubourg de Mossoul,,. Le 30 janvier 2015, sa mort est confirmée par le commandement militaire américain au Moyen-Orient. Il est le « premier opérateur majeur » de l'État islamique tué par la coalition et le premier dont le décès fait l'objet d'une annonce officielle de la part d'un de ses États membres,.  